# 6701 Warhol
6701 Warhol (1988 AW1) là một tiểu hành tinh vành đai chính được phát hiện ngày 14 tháng 1 năm 1988 bởi A. Mrkos ở đài thiên văn Klet. Nó được đặt theo tên artist Andy Warhol.